# アイドル夢工場
アイドル夢工場（アイドルゆめこうじょう）とは、以下のいずれかに該当する名称。いずれも1987年にフジサンケイグループが開催したイベント『コミュニケーションカーニバル 夢工場'87』のメディアミックス展開に関連するものである。

## アイドル夢工場 (ラジオ番組枠)
ニッポン放送において1986年10月から1987年3月までの、月曜日から木曜日の20:30 - 21:00の時間帯で使われていた複数のラジオ番組の統一タイトル。それぞれの番組タイトルの前に『アイドル夢工場』が付いていた。なお、パーソナリティはいずれもおニャン子クラブ出身のメンバーである。放送は生放送で、ニッポン放送アナウンサーの湯浅明がアシスタントを務めた。
かつてニッポン放送の平日ナイターオフ20時台の枠は、1976年度の「ねらえ!サウンドライフ」からナイターオフ期間ごとに日替わりで異なるパーソナリティによる番組を並べる編成をしていた枠であった。この編成は前々年1984年度の「KISS KISS シンドローム」を以って一旦途切れていたが、この年度に限ってこの体制による枠が復活した形となった。
この枠は全て、西日本放送とKBCラジオにも同時ネットされていた他、MBSラジオにもネットされていた。番組によっては、単独でネットされていたもの（東海ラジオでは『吉沢秋絵 ちょっぴりハプニング』のみ、土曜23:00 - 23:30枠で放送）もあった。なお、以下の4人が全員そろってのスペシャルバージョンの番組が金曜日分として放送されており、その金曜日分を放送していたのは西日本放送だけであった。
1986年12月には、4人、4番組全てが集まっての『アイドル夢工場大運動会』が当時ニッポン放送で一番大きなスタジオだったラジオハウス銀河（銀河スタジオ。本社ビル3階にあった現在のイマジンスタジオに相当するスタジオ）で行われた。腕相撲、ドキドキダイナマイト（時限破裂装置の付いた風船を持ちながらのしりとり）、「目隠しスタッフ探し」、座布団取り（椅子取りゲーム）の各種目が行われた。
- 月曜日：新田恵利 みーんなわがまま
  - オープニングテーマ曲はヒューイ・ルイス&ザ・ニュースの『Naturally』、エンディングテーマ曲はジェネシスの『The Brazilian』[2]。
- 火曜日：高井麻巳子 微笑伝言（ほほえみメッセージ）
  - この後も単独番組として1988年3月まで放送。オープニングテーマ曲はネイティブ・サンの『In Basic Pants』[2]。
- 水曜日：福永恵規 ハートのIgnition→僕たちのRunaway（1987年1月から改題）
  - オープニングテーマ曲はザ・ベンチャーズの『Runaway』（1987年1月の改題以後）[2]。
- 木曜日：吉沢秋絵 ちょっぴりハプニング
  - オープニングテーマ曲はフランク・プゥルセルの『Tweedle dee』[2]。

| ニッポン放送 平日（月〜木）ナイターオフ期間 20:30〜21:00 枠 （1986年10月〜1987年4月） | ニッポン放送 平日（月〜木）ナイターオフ期間 20:30〜21:00 枠 （1986年10月〜1987年4月） | ニッポン放送 平日（月〜木）ナイターオフ期間 20:30〜21:00 枠 （1986年10月〜1987年4月） |
| 前番組                                                                                | 番組名                                                                                | 次番組                                                                                |
| ------------------------------------------------------------------------------------- | ------------------------------------------------------------------------------------- | ------------------------------------------------------------------------------------- |
| 1985年度 島田紳助のおっと危ない! 東京ばくだん小僧 （月〜金 20:30〜22:00）             | 1986年度 アイドル夢工場                                                               | 1987年度 高田純次のとんがりスタジオ まかせて!青春 （20:00〜21:00）                    |

## アイドル夢工場 (アイドルグループ)
- 1987年7月にキャニオン・レコードより『アドベンチャー・ドリーム』でデビューした、7人組の女性アイドルグループ。メンバーはいずれも1987年のミスマガジンのグランプリ、各賞入賞者から成っている。『アドベンチャー・ドリーム』は、『コミュニケーションカーニバル 夢工場'87』のイメージソングだった。
- アイドル夢工場としての曲は『アドベンチャー・ドリーム』一曲で終わっている。この曲は現在でも『Myこれ!クションカタログVOL.2』（2002年9月19日発売）と『秘蔵アイドルユニット16 〜おニャン子からチェキッ娘まで〜』（2003年1月16日発売）のそれぞれのオムニバスCD（いずれもポニーキャニオンから）で聴くことが出来る[3]。なおオリコンチャート初登場8位（登場週数7週）を記録した[4]。
- フジサンケイグループが開催したイベント『コミュニケーションカーニバル 夢工場'87』のイメージソングであったため、フジテレビでの露出は高かったもののそれ以外のテレビ局への出演は皆無に等しかった。特に『夕やけニャンニャン』の番組の中で、アイドル夢工場の「アドベンチャー・ドリーム」のPVが流されることが多かった。
- 特に解散宣言があったわけではないが、2曲目の発売が無かったため自然消滅した[5]。
- アイドル夢工場の活動の前、メンバーの桜川佳世は1986年8月10日に行われた「ミス・セブンティーンコンテスト」で「夕やけニャンニャン賞」を受賞している。
- アイドル夢工場の活動の後、メンバーの時田成美は女優として『赤いシュート!』や『青春オーロラ・スピン スワンの涙』など、いくつかのドラマや映画、アイドル夢工場前には『笑点』のちびっこ大喜利の回答者として出演している[6]。

### メンバー
(50音順)
- 太田千秋 （おおた ちあき、1973年10月15日[7] - ）
愛称「おおたっ!」[7]
兵庫県出身[7]
身長152cm、B78cm、W56cm、H79cm（1987年当時）、A型[7]
第6回（1987年）ミスマガジン チャーミング賞[8]
特技：物真似、ヨーヨー[7]
中学生時代の部活はブラスバンド部で、パーカッション担当だった[9]
小学2年生の頃から、何となく歌手に憧れていた[9]。
- 桜川佳世 （さくらがわ かよ、1971年5月1日[7] - ）
愛称「かよちゃん」[7]
京都府[7]京都市出身[10]
身長154cm、B78cm、59cm、H82cm（1987年当時）、A型[7]
1986年、ミス・セブンティーンコンテストで「夕やけニャンニャン賞」受賞。しかし夕やけニャンニャン（フジテレビ）発のアイドルグループのおニャン子クラブには加入せず。
第6回（1987年）ミスマガジン フォトジェニック賞[8]
得意科目：音楽、特技：ピアノ、聴音[7]
クラシック音楽を好む[9]。
高校は東京の音楽の高校に進学、この時に一人で上京。ピアノ科に在籍していたが、声楽も勉強していた[11]。
家族全員何かの楽器を演奏していたという音楽一家の出身[11]。姉が二人居る[10]。
歌手志望でミスマガジンに応募[9]。
かつてジー・カンパニーに所属[10]。ドラマ『結婚してシマッタ!』（1988年、TBS、家政婦役）[10] などに出演していた。
- 時田成美 （ときた なるみ、1973年3月12日[7] - ）
東京都[7]渋谷区出身[6]
第6回（1987年）ミスマガジン アイドル賞[8]
その他詳細は、時田成美の項目を参照。
- 仲地さより （なかち さより、1973年1月2日[7] - ）
愛称「さーよー」[7]、「さいちゃん」[9]。
沖縄県出身[7]
身長164cm、B81cm、W61cm、H85cm（1987年当時）、A型[7]
第6回（1987年）ミスマガジングランプリ
得意科目：数学、趣味：イラスト[7]。当時苦手な教科は家庭科、英語[9]。
特技は水泳、バレーボール[9]。
- 村岡英美 （むらおか えみ、1972年1月20日[7] - ）
愛称「えみちゃん」[7]
東京都[7]板橋区出身[12]。
第6回（1987年）ミスマガジン フレンドシップ賞[8]
その他詳細は、村岡英美の項目を参照。
- 安原万里子 （やすはら まりこ、1971年11月7日[7] - ）
愛称「まりちゃん」[7]
福岡県出身[7]
身長153cm、B75cm、W58cm、H81cm（1987年当時）、A型[7]
第6回（1987年）ミスマガジン 歌唱賞[8]
5歳下の弟が居る。ミスマガジンに写真を送り応募したのも弟だった[11]
趣味：音楽鑑賞[7]、写真収集[9]。
特技は卓球だが、「下手の横好き」と話していたことがある（1987年当時の談）[9]。
1987年当時、好きだったタレントは仲村トオル、斉藤由貴[9]。
好きな言葉は「冬は必ず春となる」[9]。
- 渡辺恵 （わたなべ めぐみ、1971年12月1日[7] - ）
愛称「めぐちゃん」[7]
愛知県出身[7]
身長157cm、B79cm、W58cm、H83cm（1987年当時）、O型[7]
第6回（1987年）ミスマガジン フォトジェニック賞[8]
得意科目：被服、食物[7]
1歳年下の弟が居る[9]。
中学校は共学、高校は女子高校。中学生時代は陸上競技で短距離走の選手で、愛知県大会で5位になったことがある[11]。50m走で12秒9の記録を持っていた[9]。
1987年当時、TM NETWORK、a-haのファン[9]。

### ディスコグラフィー
シングル
|     | 発売日       | タイトル                 | 規格品番   | 収録曲                   | 作詞   | 作曲   | 編曲                             | 最高位 |
| --- | ------------ | ------------------------ | ---------- | ------------------------ | ------ | ------ | -------------------------------- | ------ |
| 1st | 1987年7月1日 | アドベンチャー・ドリーム | EP:7A-0737 | アドベンチャー・ドリーム | 秋元康 | 高橋研 | 佐藤準 コーラスアレンジ:東郷昌和 | 8位    |
| 1st | 1987年7月1日 | アドベンチャー・ドリーム | EP:7A-0737 | サマー・ダンス           | 秋元康 | 佐藤準 | 佐藤準 コーラスアレンジ:東郷昌和 | 8位    |